# Приключения мышки
«Приключения мышки» (пол. Przygody Myszki) — польский анимационный сериал для детей, созданный в 1975-1983-х годах на студии рисованных фильмов в Бельско-Бяла, режиссёр — Евгениуш Котовски. Всего создано 13 серий, продолжительность одной серии 6-9 минут. В СССР серия была премьера фильма в 1984 году, как это произошло в таких странах, как Франция или Восточная Германия.

## Список серий
1. Мышка у воды
2. Мышка на прогулке
3. Прогулка в лес
4. Тётины именины
5. Мышка и муха
6. Мышка и автомобиль
7. Происшествие с кротом
8. Концерт сверчка
9. Мышка и аист
10. Мышка и кот
11. Мышка и бродяга
12. Мышка и сова
13. Зимняя прогулка